# Alguien a quien querer
Alguien a quien querer fue un programa de televisión de citas argentino emitido por Telefe, y conducido originalmente por Lola Cordero. Su estreno fue el 18 de abril de 2009, con el propósito de competir con TVR y Resto del mundo, y se emitió hasta fines del mismo año.

### Formato
En cada emisión se presenta en el estudio a un participante que quiere entablar una nueva relación y que, previamente, ha cargado su perfil en la página web del programa.
También, en cada envío se conocen a los candidatos del participante, quienes a través del sitio de internet se interesaron por su perfil. En el aire, pueden comunicarse entre ellos a través de cámaras web. Luego, el participante decide a quién elige para una primera salida.
Las panelistas del programa fueron la astróloga Beatriz Leveratto y la psicóloga Paula Manrique que, con sus intervenciones, acompañaron a los participantes en su decisión.
Las primeras salidas de las parejas que se formaban se iban registrando en los programas para conocer la evolución de la relación. El sitio web llegó a contar con 170.000 usuarios, de los cuales 150.000 eran hombres y mujeres heterosexuales y 30.000 homosexuales y lesbianas.